# کوریگی
کوریگی (انگلیسی: Covrigi) نوعی نان رومانیایی نمک دار است که روی آن کنجد می‌ریزند. مصرف این نان، بیشتر در نواحی مرکزی کشور رواج دارد؛ نان مذکور را در رومانی به عنوان فست فود (غذای آماده) نیز تناول می‌کنند، ضمن آنکه در برخی نواحی روستایی کشور، در ایام عید، این نان را به یکدیگر هدیه می‌دهند.